# Trimerocephalus
Trimerocephalus is een geslacht van uitgestorven trilobieten, dat leefde tijdens het Devoon.

## Beschrijving
Deze 3 cm lange ovale trilobiet had een vrij kort kopschild zonder ogen en zonder genale stekels. De toppen van de brede pleurae stonden neerwaarts gericht. Dit bodembewonende geslacht leefde in diepe wateren.